# (1933) Tinchen
(1933) Tinchen (1972 AC) – planetoida z pasa głównego asteroid okrążająca Słońce w ciągu 3,61 lat w średniej odległości 2,35 j.a. Odkryta 14 stycznia 1972 roku.